# عباس أباد (سلطانية)
عباس أباد (بالفارسية: عباس‌آباد) هي قرية تقع في إيران في قسم سلطانیة الریفي. يقدر عدد سكانها بـ 26 نسمة .